# 1027
1027 (MXXVII) fue un año común comenzado en domingo del Calendario juliano.

## Acontecimientos
- 2 de mayo: en la península de Yucatán (México) se forma la Liga de Mayapán entre varias regiones mayas (que durará hasta 1194).
- en la provincia de Córdoba finaliza la dinastía de los berberiscos.
- 17 de junio: fundación de la familia Tzul Inin

## Nacimientos
- Guillermo el Conquistador, rey inglés.

## Fallecimientos
- 28 de agosto: Ricardo II, duque normando.